# Jane Marcet
Pour les articles homonymes, voir Marcet.
 (mai 2023).
Si vous disposez d'ouvrages ou d'articles de référence ou si vous connaissez des sites web de qualité traitant du thème abordé ici, merci de compléter l'article en donnant les références utiles à sa vérifiabilité et en les liant à la section « Notes et références ».
Jane Marcet (née Haldimand à Londres le 1er janvier 1769 et morte le 28 juin 1858 dans la même ville) est une autrice britannique (d'origine suisse) de livres de vulgarisation scientifique.

## Biographie
Fille aînée d'Antoine François Haldimand, banquier et commerçant genevois, et d'une mère anglaise, elle bénéficie de la même excellente instruction que ses frères, dispensée par des précepteurs qualifiés. Son frère William Haldimand sera banquier, député et directeur de la banque d'Angleterre.
A quinze ans, au décès de sa mère, elle doit prendre la responsabilité de la vie familiale et organiser les réceptions organisées chaque semaine par son père.
Elle épouse, à 30 ans, Alexandre Marcet, médecin genevois naturalisé britannique en 1800. Le couple a trois enfants.
Jane Marcet tient alors salon dans son domicile de Londres, où elle reçoit des savants comme les chimistes William Hyde Wollaston, Humphry Davy, et même Jöns Jacob Berzelius.
Réunissant sa passion pour les questions scientifiques et l'éducation des jeunes filles, Jane Haldimand Marcet publie des ouvrages de vulgarisation dans pratiquement tous les domaines.
Ces ouvrages ont de nombreuses rééditions et traductions, les deux les plus connus étant : Conversations sur la chimie (1805) et Conversations sur l'économie politique (1816) qui fera l'objet de 16 éditions et de traductions en français, néerlandais, allemand et espagnol. En 1819 elle publie Conversations sur la philosophie naturelle.
Ces textes mettent à la portée d'un large public les connaissances les plus avancées de l'époque. Elle rencontre les économistes Thomas Malthus et David Ricardo, entre autres.
Ses activités l'amènent à se lier avec des femmes actives de son temps, comme Mary Somerville, Maria Edgeworth et Harriet Martineau.
Veuve en 1822, elle meurt en 1858 après avoir publié une trentaine d'ouvrages dont Rich and Poor (1851), qui intervient dans le grand débat social de l'époque sur la Loi sur les Pauvres.

## Impact de son œuvre

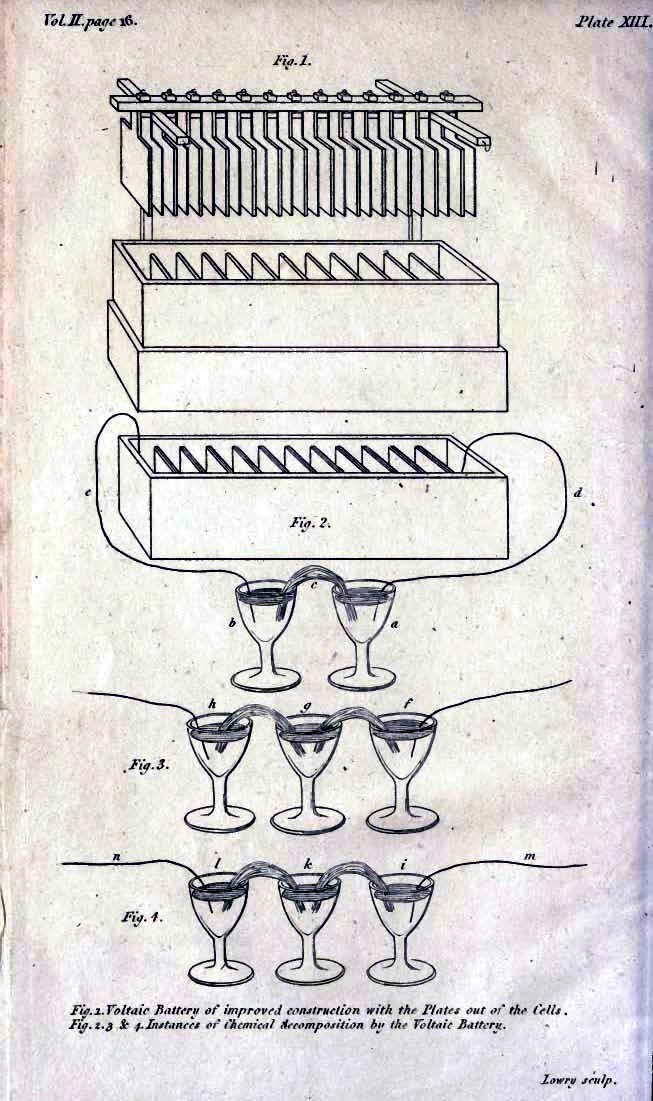
Marcet Jane battery

Son impact est important, populaire avec plusieurs dizaines de milliers de livres imprimés, mais aussi attesté dans la formation des savants de la génération suivante : Michael Faraday, George Darwin (fils de Charles), Clara Immerwahr, Robert Sanderson Mulliken mentionnent qu'ils ont lu ou étudié les Conversations… de Jane Marcet. Thomas Jefferson et Thomas Cooper aux États-Unis, recommanderont la lecture des Conversations sur la chimie.
Ses ouvrages servent de support à l'introduction en chimie, en physique ou en économie à l'université, puis dans des lycées d'Europe et des États-Unis.

Elle réalise elle-même les illustrations qui représentent des expériences, ce qui lui permet de présenter la chimie de manière expérimentale, dans la terminologie de Lavoisier.

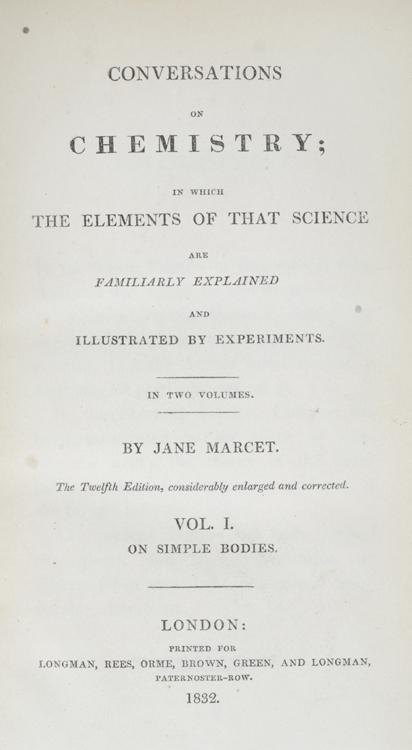
Jane Marcet 1832 Propos sur la Chimie

Le dispositif narratif que Jane Marcet utilise, une gouvernante célibataire et deux jeunes filles aux caractères différents, lui permet d'agir tout à la fois sur la place des femmes dans la société et sur leur rapport au savoir. Son objectif est d'instruire (ne pas séparer les connaissances scientifiques de la culture qui les produit) et d'éduquer (ne pas dissocier les connaissances scientifiques du monde des valeurs, qui en détermine les usages sociaux).

## Œuvres
- Conversations on Chemistry, Intended More Especially for the Female Sex, London, 1806
- Conversations on Political Economy, London, 1816
- Conversations on natural philosophy, 1819
  - Conversations sur la philosophie naturelle, trad. Guillaume Prévost, Paris–Genève, Paschoud, 1820
- Conversations on Evidences of Christianity, 1826
- Conversations on Vegetable Physiology, London, 1828
- Conversations on Intellectual Philosophy : or, a familiar explanation of the Nature and Operations of the Human Mind, London, 1829
- Bertha's Visit to Her Uncle in England, London, 1830
- A History of Africa, London, 1830
- Essays, 1831
- John Hopkins's Notions on Political Economy, London, 1833
- The Seasons. Stories for very young children, 1835
- Mary's grammar, interspersed with stories and intended for the use of children, London, 1835
- Willy's Holidays ; or Conversations on Different Kinds of Government, London, 1836
- Conversations on nature and art, London, 1838
- The Ladies' companion to the Flower Garden, 1841
- Conversations on the History of England, 1842
- Conversations on Land and Water, London, 1843
- Conversations on Language for Children, 1844
- Willy's Travels on the Railroad. Intended for Young Children, 1847
- Rich and Poor, 1851